# Dinotoperla opposita
Dinotoperla opposita is een steenvlieg uit de familie Gripopterygidae. De wetenschappelijke naam van de soort is voor het eerst geldig gepubliceerd in 1852 door Walker.